# Michael von Kunhardt
Michael von Kunhardt (* 16. April 1965 in München) ist ein ehemaliger deutscher Hockeybundesligaspieler und Deutscher Meister.

## Karriere

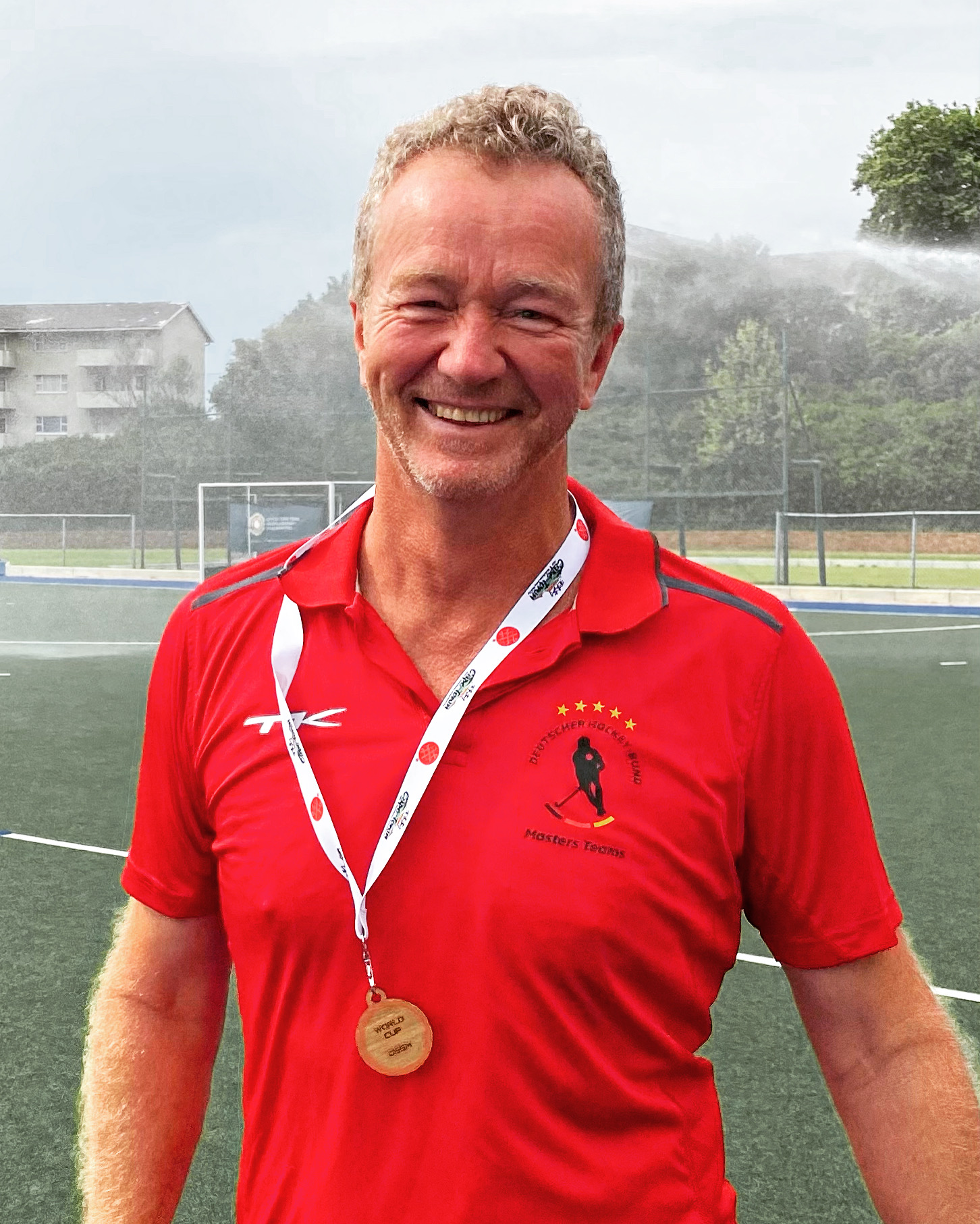
Michael von Kunhardt im Nationaltrikot mit der Bronze-Medaille nach dem siegreichen Spiel um Platz 3 gegen Wales beim Masters-Hockey-World-Cup in Kapstadt Oktober 2022.

Von Kunhardt begann seine Karriere beim Limburger HC, mit dem er 1984 die Deutsche Meisterschaft im Feld gewann. Im Finale gegen den HC Heidelberg erzielte er dabei das vorentscheidende Tor zum 3:1-Sieg. 1985 gewann er mit dem Limburger HC die Deutsche Meisterschaft in der Halle in Augsburg. Im selben Jahr spielte er mit Limburg beim Europapokal der Landesmeister in Frankenthal (Platz 6).
Von Kunhardt gewann mit Limburg in seiner Jugend sieben Mal die Hessische Meisterschaft, drei Mal die Süddeutsche Meisterschaft, wurde zwei Mal Deutscher Vizemeister und einmal Dritter. Er spielte von 1983 bis 1998 in der Hockey-Bundesliga von 1983 bis 1986 war er als Spieler fester Bestandteil des Limburger Meister-Teams. Aufgrund beruflicher Veränderungen mit Umzug nach Süddeutschland spielte er in 1987 noch sporadisch für Limburg in der Bundesliga und pausierte 1988. 1989 entschied er sich für ein Comeback und zog nach Frankfurt. Es folgten einige Monate Aufbautraining bei Safo Frankfurt. Nach einer schweren Knöchel- und Sehnenverletzung und damit verbundenen Zwangspause wechselte er zum Bundesligisten SC 1880 Frankfurt, wo er 1990 bis 1992 als Mittelfeldspieler und Stürmer agierte. 1992 zog es ihn zurück zu seinem Heimatverein Limburger HC, wo er bis zu seinem Bundesligakarriereende 1998 als Offensivspieler zahlreiche Tore erzielte.
2011 startete er eine Karriere als Senioren-Hockey-Nationalspieler und nahm an vier World-Cups teil: 2012 Vizeweltmeister in Canterbury, 2014 Platz 4 in Rotterdam, 2018 Bronze-Medaille in Barcelona und 2022 Bronze-Medaille in Kapstadt. Zudem gewann er Bronze bei der Ü45-EM in Krefeld. Bis Mai 2023 erzielte er dabei in 56 Länderspielen 30 Tore. 2024 gewann Michael von Kunhardt mit der Hessenauswahl den Bundesländerpokal Ü50 „Silberschild“ und schoss dabei im Endspiel gegen die Auswahl aus Niedersachsen das einzige Tor.

## Sonstiges
Von Kunhardt ist als Autor, Speaker und Coach für mentale Stärke tätig und hat zwei Bücher veröffentlicht: „Mentalgiganten – Was wahre Stärke wirklich ausmacht“ (Campus Verlag, 2020) und „105 Impulse für mehr Wohlbefinden und Motivation“ (KVM Verlag, 2023).